# 김상호 (승려)
김상호(金尙昊, 1889년 ~ 1965년)는 일제강점기의 불교 승려이다.

## 생애
경상남도 동래 출신으로 본관은 김녕이다. 1905년 출가하여 문경 김룡사 경흥강숙을 수료하였고, 1918년 범어사에서 성해(性海) 화상의 법맥을 이으며 해명(海明)이라는 법명을 받았다.
1919년 3·1 운동 때 불교계는 한용운을 중심으로 불교중앙학림의 청년 승려들이 운동에 참가하였다. 이때 김법린이 동래 범어사로 파견되어 동래읍의 만세시위를 조직했는데, 당시 범어사의 젊은 승려였던 김상호가 주도적으로 참여하고 군자금을 모금해 상하이의 대한민국 임시정부로 보내기도 했다. 3·1 운동으로 투옥된 한용운이 서대문감옥에서 〈조선 독립의 서〉라는 문건을 몰래 작성했을 때 이를 빼돌려 《독립신문》에 싣도록 한 사람도 김상호였다.
3·1 운동 이후 김상호는 불교 청년 운동의 기수로 떠올랐다. 1922년에 불교계 개혁 세력인 불교유신회가 중심이 되어 당시 대표적인 비리 승려로 지탄을 받고 있던 강대련을 명고축출하는 사건이 발생했을 때, 김상호는 주동자로 꼽혀 징역 6개월형을 선고받았다. 1929년에는 조선불교승려대회를 조직했고, 1930년 비밀결사인 만당을 결성하는 등 점차 명망을 높였다. 1931년에는 조선불교청년총동맹 기관지 《불청운동》을 창간해 편집인 및 발행인을 맡기도 했다.
그러나, 1936년 조선불교중앙교무원 신임이사로 선출되어 제도권에 진입한 뒤에는 조선총독부와 가까이 지내며 중일 전쟁에 협조한 행적이 있다. 이사가 된 해에 미나미 지로 신임 총독을 환영하러 경성역에 나간 것을 시작으로, 일제 관료들과 수시로 만나면서 일본군 부대 송영, 일본군 전병사자 위령 법요식, 시국강연회, 전사자 유골 맞이와 장례식, 전사자 가족 조문 및 전상자 가족 위문, 국방헌금과 위문금 모금, 신사참배 강요에 따른 신사참배 등 여러 행사를 진행했다.
불교계를 대표하여 일본군을 직접 위로하기 위한 북지황군위문사를 선정해 파견한 일도 있다. 북지황군위문사는 승려 3인 외에 악사 3인을 대동하여 파송했는데, 6천원이라는 거금의 경비가 들었고 31대본산이 분담해 냈다. 이 과정은 모두 총독부와의 긴밀한 공조로 이루어졌으며, 김상호가 주도적으로 실무를 맡았다. 국민정신총동원 조선연맹 발기식에도 불교계 대표로 참석했다.
1938년 서무이사직에서 사임한 뒤 광복 후인 1946년 총무원 소속 포교사로 취임할 때까지 행적이 알려져 있지 않다. 이 기간 중 만당 사건, 조선어학회 사건으로 붙잡혀 복역했다는 설이 있다. 1950년대 불교 정화 운동이 일어났을 때 대처승 측 대표를 맡은 기록이 있으며, 1964년에는 《대한불교》에 3·1 운동 때의 공적을 기록한 회고문을 게재한 일이 있다.

## 같이 보기
- 범어사

## 참고 자료
- 임혜봉 (2005년 3월 1일). 〈김상호 : 항일 투사에서 친일로 변절한 중앙교무원 서무이사〉. 《친일 승려 108인》. 서울: 청년사. 503~522쪽쪽. ISBN 978-89-7278-384-8.
- 김상호(金尙昊) - 한국학중앙연구원